# Лумпа (притока Вали)
Лу́мпа (Лумпо; рос. Лумпа, Лумпо) — річка в Удмуртії (Вавозький район), Росія, ліва притока Вали.
Довжина річки становить 16 км. Бере початок за 1,5 км на північний захід від присілку Нові Каксі, впадає до Вали за 3 км на південний схід від села Вавож. Річка тече на північний схід. Через річку збудовано автомобільний міст у присілку Макарово.
Над річкою розташовано присілок Макарово.